# Ciglenica (żupania sisacko-moslawińska)
Ciglenica – wieś w Chorwacji, w żupanii sisacko-moslawińskiej, w gminie Popovača. W 2011 roku liczyła 134 mieszkańców.